# Roppeviller
Roppeviller (deutsch Roppweiler, lothringisch Roppwiller) ist eine französische Gemeinde im Département Moselle in der Region Grand Est (bis 2015 Lothringen). Sie gehört zum Arrondissement Sarreguemines und zum Kanton Bitche. Mit 96 Einwohnern (Stand 1. Januar 2022) ist Roppeviller die kleinste Gemeinde des Bitscher Landes. Die Einwohner nennen sich auf Französisch Roppevillerois und auf Deutsch Roppweilerer.

## Geografie
Roppeviller liegt im äußersten Nordosten Lothringens an der Grenze zur Pfalz am Grunnelsbach. Die Gemeinde ist Teil des grenzübergreifenden Biosphärenreservates Pfälzerwald-Nordvogesen.

## Geschichte
Gallo-römische Zeugnisse weisen auf eine Besiedelung im 2. Jahrhundert hin. So führte eine Römerstraße über die Gemarkung.
Eine erste konkrete Erwähnung des Dorfes erfolgte im Jahr 1314 unter dem Namen Roppeweyler (angeblich von Rappo = germanischer Vorname).
Aufgrund der abgelegenen Lage hatte Roppeviller einen erheblichen Bevölkerungsschwund zu verzeichnen. Von 587 Einwohnern im Jahr 1844 ist die Bevölkerungszahl bis 2019 auf rund ein Fünftel zurückgegangen.
Kirchlich gehörte Roppeviller bis 1802 zum Pfarrbezirk Walschbronn und seitdem zum Pfarrbezirk Volmunster.

### Wappen
Im Gemeindewappen verdeutlicht das Alérion die Zugehörigkeit zur Grafschaft Bitsch, das gekrönte M symbolisiert die Himmelfahrt Mariens, der Patronin der Kirche. Der Wellenbalken erinnert an die untergegangene Ortschaft Reichenbach.

### Bevölkerungsentwicklung

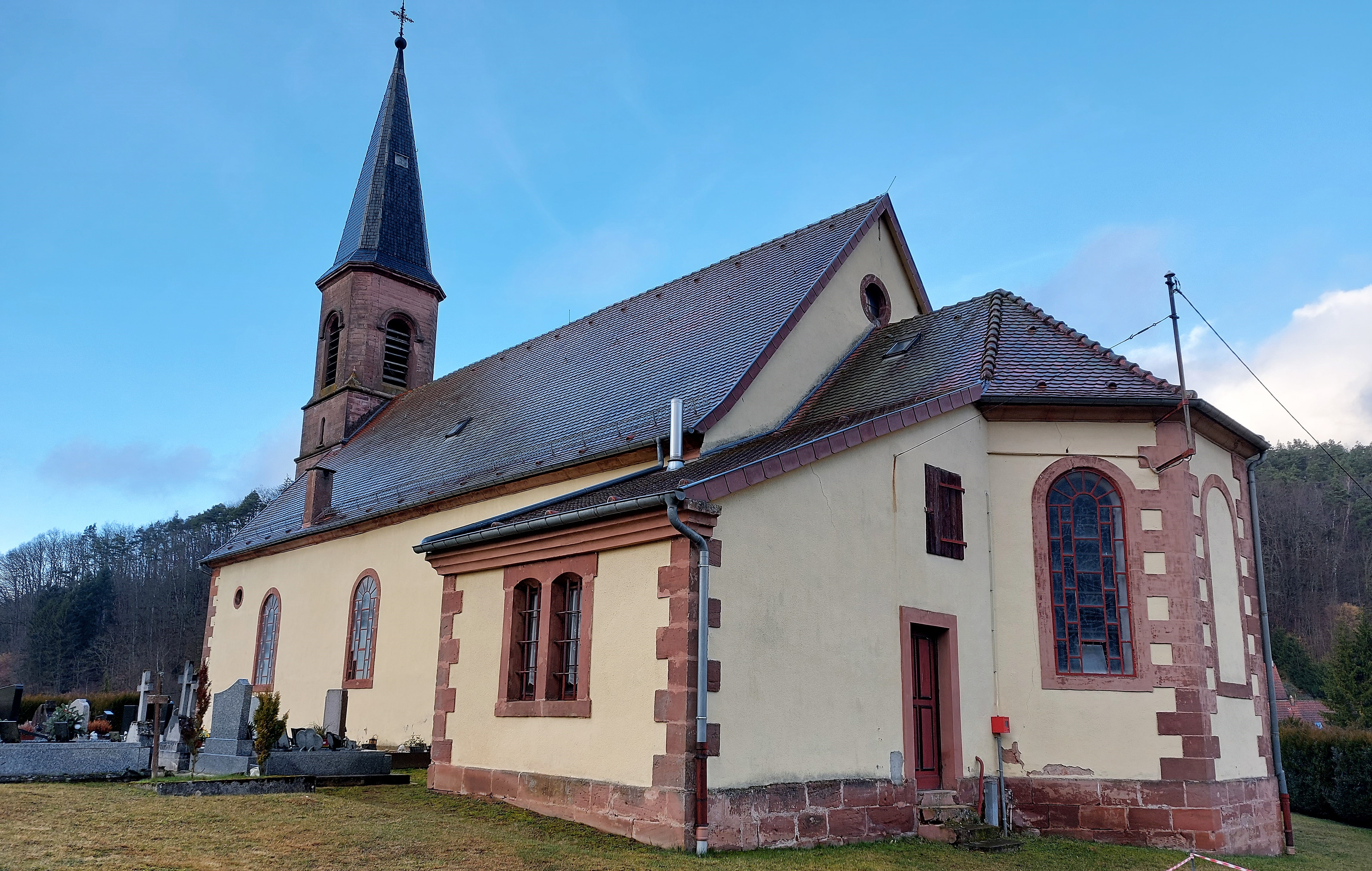
Kirche Mariä Himmelfahrt

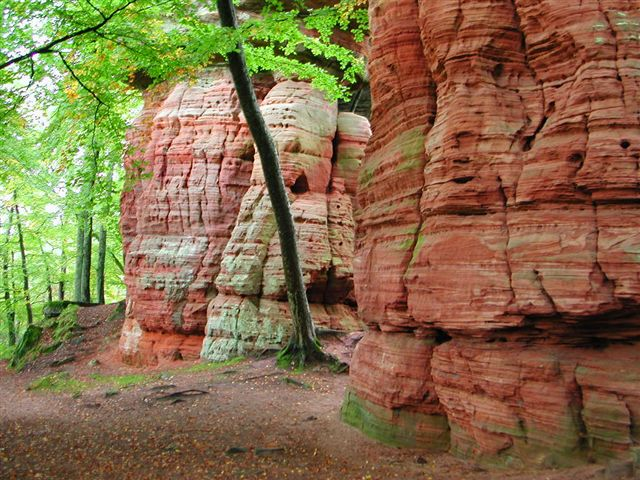
Altschlossfelsen bei Roppeviller

| Jahr      | 1962 | 1968 | 1975 | 1982 | 1990 | 1999 | 2007 | 2019 |
| Einwohner | 158  | 164  | 140  | 122  | 125  | 140  | 125  | 98   |

## Kultur und Sehenswürdigkeiten
Am Wanderweg nach Eppenbrunn findet sich oberhalb der alten Römerstraße im Buntsandstein ein stark verwittertes römisches Felsrelief, bekannt als Dianabild. Neben der Jagdgöttin sind der Kriegsgott Mars und eine weitere Figur mit Tanne erkennbar, bei der es sich wohl um den Gott des Waldes, Silvanus, handelt.

## Belege
1. ↑  Wappenbeschreibung auf genealogie-lorraine.fr (französisch)